# Jan Kullmann
Jan Kullmann (* 17. August 1978 in Düsseldorf) ist ein deutscher Countertenor.
Er studierte am Königlichen Konservatorium Den Haag Alte Musik. Sein Repertoire umfasst, neben zahlreichen Kantaten, die großen Werke von Johann Sebastian Bach, wie das Weihnachtsoratorium, die Matthäus- und die Johannes-Passion.
Von Ende 2005 bis Mitte 2006 trat er in dem modernen Musiktheaterstück Biest von D. W. v. Kepler in über 30 Aufführungen in den Niederlanden auf. Im April 2006 trat er im Herkulessaal in München mit den Regensburger Domspatzen und Concerto Köln (Leitung: Domkapellmeister Roland Büchner) in der Matthäus-Passion von Bach auf.